# 1934-es magyar atlétikai bajnokság
Az 1934-es magyar atlétikai bajnokság a 39. magyar bajnokság volt.
- 1934. április 8., Vérmező: mezei futás
- 1934. június 9–10., BBTE pálya: női számok
- 1934. június 26., Debrecen: maraton
- 1934. augusztus 4–5., BBTE pálya: tízpróba
- 1934. augusztus 25–26., BSzKRT pálya: férfi számok
- 1934. szeptember 16., MTK pálya: váltószámok

## Eredmények

### Férfiak
| Versenyszám        | Arany                                                                             | Arany    | Ezüst                                           | Ezüst   | Bronz                                   | Bronz   |
| ------------------ | --------------------------------------------------------------------------------- | -------- | ----------------------------------------------- | ------- | --------------------------------------- | ------- |
| 100 m              | Sír József BBTE                                                                   | 10,6     | Forgács László Újpesti TE                       | 10,7    | Gyenes Gyula MTK                        | 10,7    |
| 200 m              | Sír József BBTE                                                                   | 21,6     | Gyenes Gyula MTK                                | 22,1    | Paizs János BBTE                        | 22,1    |
| 400 m              | Barsi László BBTE                                                                 | 50,2     | Vadas József ARAK                               | 50,5    | Duha Gábor MAC                          | 50,6    |
| 800 m              | Szabó Miklós MAC                                                                  | 1:56,5   | Ignátz Mihály BBTE                              | 58,1    | Margó Gy BBTE                           | 58,5    |
| 1500 m             | Szabó Miklós MAC                                                                  | 3:56,4   | Ignátz Mihály BBTE                              | 4:02,0  | Csaplár András PEAC                     | 4:03,0  |
| 5000 m             | Szilágyi Jenő MTK                                                                 | 15:21,6  | Görög László Újpesti TE                         | 15:24,8 | Esztergomi Mihály Újpesti TE            | 15:37,0 |
| 10 000 m           | Szilágyi Jenő MTK                                                                 | 32:08,2  | Németh Béla MTE                                 | 33:08,0 | Finta József MAK                        | 34:16,2 |
| 110 m gát          | Kovács József BBTE                                                                | 14,9     | Jávor István BSZKRT                             | 15,4    | Boros József KEAC                       | 16,0    |
| 200 m gát          | Kovács József BBTE                                                                | 23,7     | Héjjas István BSzKRT                            | 25,4    | Obitz Gyula BEAC                        | 26,0    |
| 400 m gát          | Héjjas István BSzKRT                                                              | 55,0     | Kertész István Ferencvárosi TC                  | 57,2    | Sárvári Ottó BEAC                       | 58,0    |
| magasugrás         | Késmárki Kornél BBTE                                                              | 185 cm   | Kerkovits Antal BBTE                            | 182 cm  | Sólyom György KEAC                      | 182 cm  |
| távolugrás         | Dombóvári Sándor Újpesti TE                                                       | 733 cm   | Megyeri Jenő PEAC                               | 729 cm  | Hubai Gyula PEAC                        | 692 cm  |
| hármasugrás        | Somló Lajos Ferencvárosi TC                                                       | 14,38 m  | Dusnoki Géza MAC                                | 14,33 m | Bácsalmási Péter BEAC                   | 14,10 m |
| rúdugrás           | Zsuffka Viktor MAC                                                                | 380 cm   | Bácsalmási Péter BEAC                           | 360 cm  | Hadházy Dezső DEAC                      | 350 cm  |
| súlylökés          | Darányi József MAC                                                                | 15,10 m  | Horváth István MAC                              | 14,21 m | Solty László Testnevelési Főiskola      | 13,89 m |
| diszkoszvetés      | Remetz József VRE                                                                 | 46,73 m  | Donogán István MAC                              | 46,19 m | Remete Dezső Újpesti TE                 | 42,38 m |
| gerelyhajítás      | Várszegi József MAC                                                               | 65,15 m  | Farkas Pál BEAC                                 | 60,24 m | Csányi Barnabás Testnevelési Főiskola   | 57,63 m |
| tízpróba           | Bácsalmási Péter BEAC                                                             | 6915,375 | Léhnert Ferenc BIK                              | 6396,64 | Boda Ferenc DEAC                        | 5953,61 |
| maraton            | Gyetvay József SzVSE                                                              | 3:05:28  | Zelenka István SBTC                             | 3:08:10 | Csaba I. BSzKRT                         | 3:27:20 |
| mezei futás        | Szabó Miklós MAC                                                                  | 34:17,2  | Kelen János Vasas                               | 34:18,0 | Görög László Újpesti TE                 | 34:38,0 |
| 4 × 100 m          | BBTE Minai Márió Paizs János Kovács József Sír József                             | 41,2     | Újpesti TE Dombóvári Sugár Forgács Tolnai       | 43,5    | MTK Krupka Gyenes Lindenberg, Gerő III. | 44,0    |
| 4 × 400 m          | BBTE Szabó László Margó György Kovács József Barsi László                         | 3:22,8   | MAC Duha Ribényi Zábolyi Szabó                  | 3:24,0  | Újpesti TE Sugár Tolnai Kalmár Sárvári  | 3:28,2  |
| 4 × 1500 m         | MAC Juhász József Istenes Gusztáv Rátonyi Sándor Szabó Miklós                     | 16:41,0  | Újpesti TE Gömöri Esztergomi Sárvári Görög      | 16:57,6 | BBTE Sajtos Magyari Ignátz Verbőci      | 17:00,0 |
| 5000 m csapat      | MTK Szilágyi Jenő Fischer Ernő Hagymási József Tarsoly Lajos Kiss József          | 35 pont  | Újpesti TE (Görög Kósa Sárosi Esztergomi Beregi | 37 pont | BSzKRT Simon Gimesi Csaba Kucsera Cser  | 64 pont |
| mezei futás csapat | Újpesti TE Görög László Esztergomi Mihály Sárvári József Ormos Emil Juhász József | 40 pont  | MTK Szilágyi Fischer Hagymási Tarsoly Kiss      | 61 pont | MAC Szabó Szerb Varjas Adami Belloni    | 67 pont |

### Nők
| Versenyszám   | Arany                                                                          | Arany   | Ezüst                                                  | Ezüst   | Bronz                               | Bronz   |
| ------------- | ------------------------------------------------------------------------------ | ------- | ------------------------------------------------------ | ------- | ----------------------------------- | ------- |
| 100 m         | Nagy Edit Testnevelési Főiskola                                                | 13,2    | Altorjai Margit BBTE                                   | 13,4    | Egressy Judit Testnevelési Főiskola | 13,5    |
| 80 m gát      | Vértessy Katalin BBTE                                                          | 13,2    | Kael Anna Testnevelési Főiskola                        | 13,8    | Lovász Anna MTE                     | 15,7    |
| magasugrás    | Csák Ibolya NTE                                                                | 148 cm  | Vértessy Katalin BBTE                                  | 148 cm  | Szentkirályi Margit BEAC            | 140 cm  |
| távolugrás    | Egressy Judit Testnevelési Főiskola                                            | 514 cm  | Krónits Erzsébet BEAC                                  | 498 cm  | Deák Aranka MTE                     | 497 cm  |
| súlylökés     | Kael Anna Testnevelési Főiskola                                                | 11,19 m | Szöllősi Ilona Testnevelési Főiskola                   | 10,54 m | Harangozó Mária PeSC                | 9,80 m  |
| diszkoszvetés | Nadányi Ágnes NTE                                                              | 33,14 m | Szöllősi Ilona Testnevelési Főiskola                   | 33,04 m | Bogyó Györgyi Testnevelési Főiskola | 32,16 m |
| gerelyhajítás | Chrisztián Margit BBTE                                                         | 35,88 m | Szepes Kató PeSC                                       | 32,13 m | Krammer Margit NTE                  | 29,88 m |
| 4 × 100 m     | Testnevelési Főiskola Nagy Edit Strohoffer Paula Altorjay Margit Egressy Judit | 53,5    | Testnevelési Főiskola Balkányi Medveczky Andrássy Kael | 55,2    | MTE Lovász Dudás Lampel Deák        | 55,8    |

## Magyar atlétikai csúcsok
- 100 m 10,4 ocs. Sir József BBTE Berlin 7. 1.
- 800 m 1:52,0 ocs. Szabó Miklós MAC Torino 9. 9.
- 110 m gát 14,8 ocs. Kovács József BBTE Torino 9. 8.
- 200 m gát 23,7 ocs. Kovács József BBTE Budapest 8. 25.
- magasugrás 196 cm ocs. Bódosi Mihály PEAC Pécs 5. 13.
- 4 × 100 m 41,2 ocs. Budapesti Budai TE (Kovács József, Minai Márió, Sir József, Paizs János) Budapest 9. 16.